# Ryō Saitō (Fußballspieler, August 1999)
Ryō Saitō (japanisch 齋藤 遼 Saitō Ryō; * 15. August 1999 in der Präfektur Osaka) ist ein japanischer Fußballspieler.

## Karriere
Saitō erlernte das Fußballspielen in der Jugendmannschaft von Cerezo Osaka. Die U23-Mannschaft des Vereins spielte in der dritten Liga, der J3 League. Bereits als Jugendspieler absolvierte er 11 Drittligaspiele.